# Digital Versatile Doom
Digital Versatile Doom (voluit: Digital Versatile Doom: Live From the Orpheum Theatre XXXVII A.S. is de eerste dvd met een volledige concertregistratie van de Finse band H.I.M.. 
De opnames van de liveshow vonden op 14 en 15 november 2007 plaats in The Orpheum Theatre in Los Angeles. De releasedatum van de dvd en bijbehorende cd was op 29 april 2008.
Het concert in Los Angeles was ter ondersteuning van een destijds recent uitgegeven album. Desondanks bestond de tracklist niet alleen uit nieuwe nummers, maar werden ook bekende nummers uit het bestaande repertoire gebracht.